# Sthenarosaurus
Sthenarosaurus là một chi thằn lằn cổ rắn, được Watson mô tả khoa học năm 1911.